# Fittjaviken

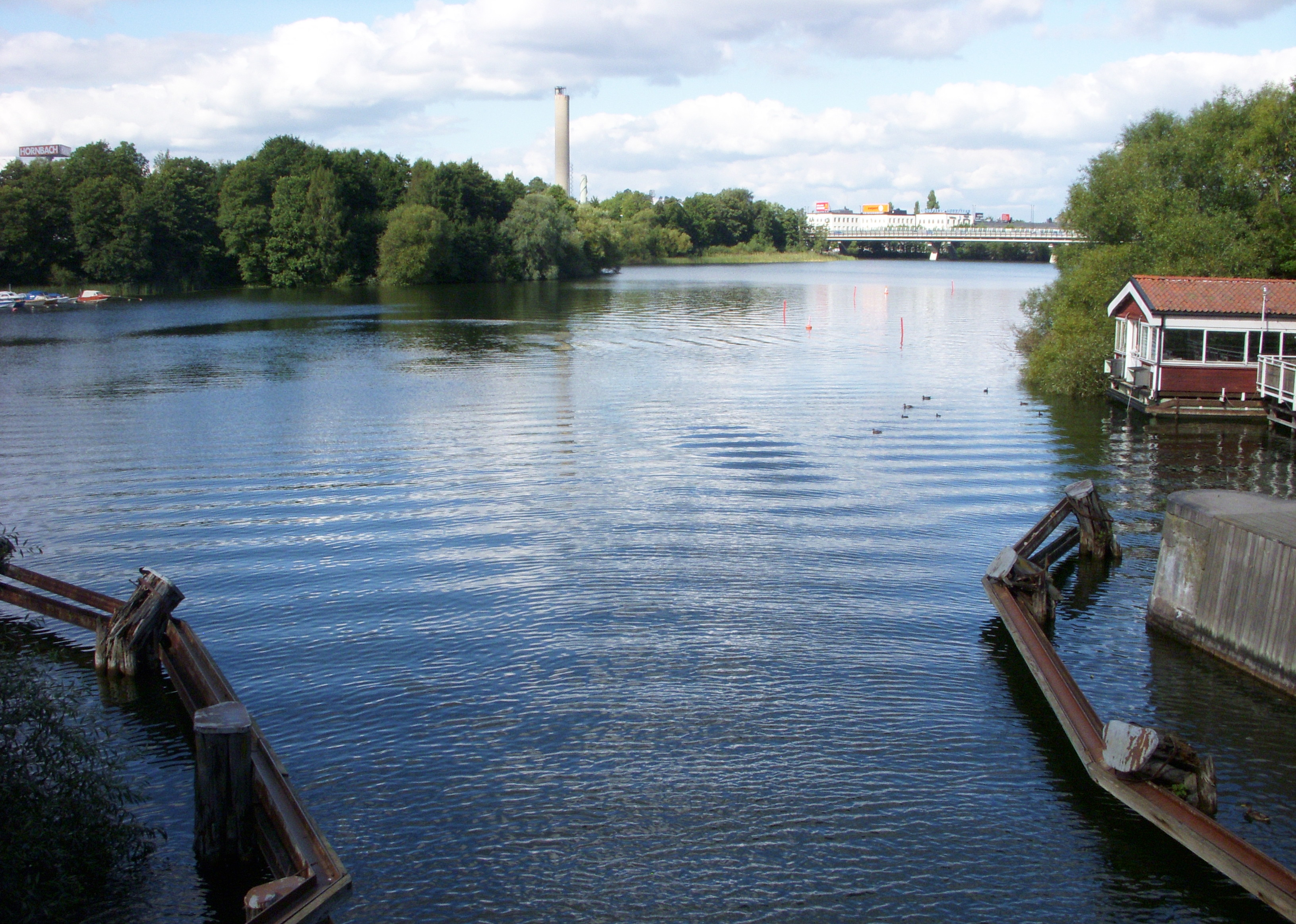
Fittjaviken, vy från Fittja bro mot norr.

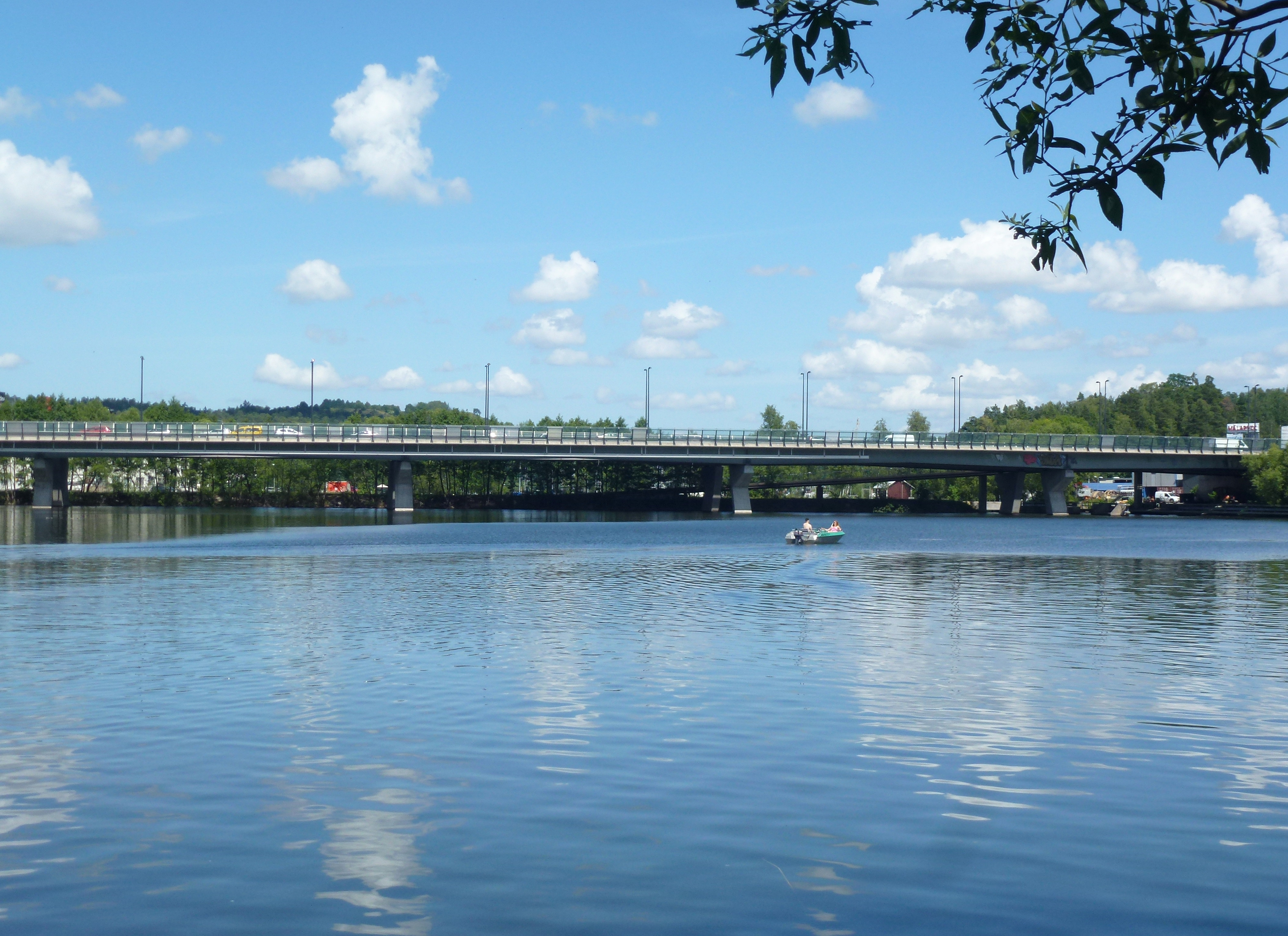
Fittjaviken, i bakgrunden syns Vårbybron.

Fittjaviken är en vik av Östra Mälaren belägen mellan Huddinge kommun och Botkyrka kommun i Stockholms län. Kommungränsen går mitt genom viken. Vikens maximala vattendjup är 16 meter. Längs vikens stränder finns flera bryggor för fritidsbåtar.

## Beskrivning
Fittjaviken begränsas i norr av sundet mot Hagaviken och i söder av sundet vid Fittja bro, där Fittjaviken övergår i Albysjön. I norr och söder är Fittjaviken inramad av två hård trafikerade trafikleder: i norr motorvägen Södertäljevägen (E4/E20) med Vårbybron och i syd Botkyrkaleden. Vid Fittjavikens västra sida låg ett av Stockholms större tegelbruk, Fittja tegelbruk (nedlagt 1964). På 1980-talet breddades den tidigare sträckningen av Södertäljevägen över Fittjanäset till en trafikled som då fick heta Botkyrkaleden. Den gamla svängbron från sekelskiftet 1900 försvann samtidigt, och ersattes av nuvarande betongkonstruktion.
På General Carta öfwer Vårby säteri 1703 framgår att nuvarande Fittjaviken var en del av Hagaviken. När Tumba pappersbruk anlades 1755 behövde bruket en bra transportled från Fittja. Då gick sjötransporten till Mälaren via Tullingesjön – Flottsbrokanalen  – Albysjön –  Fittjaviken – Hagaviken. När järnvägen kom till Tumba 1860 valde bruket att använda denna istället.